# Ray Bryant
Ray Bryant (24. prosince 1931 Filadelfie, Pensylvánie, USA – 2. června 2011 New York City, New York, USA) byl americký jazzový klavírista a hudební skladatel. Na klavír začal hrát ve svých šesti letech. Svou profesionální kariéru zahájil koncem čtyřicátých let, kdy hrál ve skupině kytaristy Tiny Grimese. Během své kariéry spolupracoval s mnoha hudebníky, mezi něž patří například Carmen McRae, Coleman Hawkins, Dizzy Gillespie, Freddie Waits, Ron Carter, Max Roach a Yusef Lateef. Jeho bratrem byl kontrabasista Tommy Bryant. Tři z jeho synovců, trumpetista Duane Eubanks, pozounista Robin Eubanks a kytarista Kevin Eubanks, byli rovněž hudebníci.